# Devin Logan
Devin Logan (* 17. Februar 1993 in Oceanside, New York) ist eine US-amerikanische Freestyle-Skierin. Sie startet in den Freestyledisziplinen.

## Werdegang
Logan nimmt seit 2009 an Wettbewerben der FIS und der AFP World Tour teil. Dabei holte sie im Februar 2010 bei den Snowmass Open in Aspen mit dem dritten Platz im Slopestyle und auf der Halfpipe ihre ersten Podestplatzierungen. Zum Beginn der Saison 2010/11 gewann sie bei den Juniorenweltmeisterschaften in Cardrona auf der Halfpipe und im Slopestyle die Bronzemedaille. Im weiteren Saisonverlauf erreichte sie bei der The North Face Park and Pipe Open Series in Northstar at Tahoe den dritten Platz auf der Halfpipe und den ersten Rang im Slopestyle. Bei den Freestyle-Skiing-Weltmeisterschaften 2011 in Park City belegte sie im Halfpipe-Wettbewerb und im Slopestyle jeweils den fünften Rang. Im März 2011 holte sie bei den Winter-X-Games-Europe in Tignes die Bronzemedaille auf der Halfpipe. Im selben Monat absolvierte sie in La Plagne ihr erstes FIS-Weltcuprennen, welches sie auf den zweiten Platz beendete. Die Saison beendete sie auf den ersten Rang in der AFP World Tour Halfpipewertung und den ersten Platz in der AFP World Tour Gesamtwertung. Zum Beginn der folgenden Saison gewann sie  bei den New Zealand Winter Games in Cardrona Gold im Halfpipe und im Slopestyle Wettbewerb. Es folgten in der Saison ein zweiter Platz im Slopestyle und ein erster Rang auf der Halfpipe bei den The North Face New Zealand Freeski Open in Cardrona. Bei der Winter Dew Tour errang sie zwei zweite Plätze in Killington und ein dritter Rang im Slopestyle und ein Sieg im Halfpipe-Wettbewerb in Snowbasin. Im März 2012 kam sie beim Weltcup in Mammoth auf den zweiten Platz im Slopestyle. Im selben Monat holte sie bei den Juniorenweltmeisterschaften in Chiesa in Valmalenco die Goldmedaille im Slopestyle. Im Slopestyle-Wettbewerb bei den Winter-X-Games 2012 in Aspen und beim Halfpipe-Wettbewerb bei den Winter-X-Games-Europe 2012 in Tignes gewann sie jeweils die Silbermedaille. Im Slopestyle-Weltcup errang sie zum Saisonende den dritten Platz. In der AFP World Tour gewann sie wie im Vorjahr die Gesamtwertung. In der Slopestylewertung kam sie auf den dritten Platz. Im August 2012 holte sie in Cardrona im Halfpipe-Wettbewerb ihren ersten Weltcupsieg.
Zu Beginn der Olympiasaison 2013/14 gewann Logan erneut im Weltcup in Cardrona im Halfpipe-Wettbewerb. Im weiteren Saisonverlauf siegte sie im Slopestyle bei der Winter Dew Tour in Breckenridge und beim US Grand Prix in Park City. Den zweiten Platz belegte sie auf der Halfpipe bei The North Face Park and Pipe Open Series in Copper Mountain und den dritten Platz bei The North Face New Zealand Freeski Open in Cardrona und beim Weltcup in Breckenridge. Bei ihrer ersten Olympiateilnahme 2014 in Sotschi gewann sie im erstmals ausgetragenen Slopestyle-Wettbewerb die Silbermedaille. Die Saison beendete sie auf den zweiten Platz in der AFP World Tour Slopestylewertung. Im Halfpipe-Weltcup und in der AFP World Tour Gesamtwertung errang sie den ersten Platz. In der Saison 2014/15 siegte sie bei der Canadian Open Championship in Calgary auf der Halfpipe. Im Weltcup erreichte sie in Copper Mountain und in Park City den zweiten Platz und errang damit den dritten Platz im Halfpipe-Weltcup. In der AFP World Tour gewann sie zum vierten Mal die Gesamtwertung.
Zu Beginn der Saison 2015/16 holte Logan im Halfpipe-Wettbewerb in Cardrona ihren dritten Weltcupsieg. Im weiteren Saisonverlauf kam sie im Weltcup sechsmal unter die ersten Zehn, darunter Platz zwei in der Halfpipe in Mammoth und gewann damit den Gesamtweltcup. Zudem wurde sie im Halfpipe-Weltcup Zweite. Bei den Winter-X-Games 2016 in Aspen errang sie im Slopestyle und in der Halfpipe jeweils den siebten und bei den X-Games Oslo 2016 den sechsten Platz in der Halfpipe. Nach Platz drei in der Halfpipe zu Beginn der Saison 2016/17 beim Weltcup und U.S. Grand Prix in Copper Mountain, wurde sie bei den Winter-X-Games 2017 in Aspen Achte im Big Air, Siebte im Slopestyle und Vierte in der Halfpipe. Im Februar 2017 belegte sie beim Weltcup in Pyeongchang den zweiten Rang in der Halfpipe. Bei den X-Games Norway 2017 in Hafjell holte sie die Bronzemedaille im Slopestyle und belegte im Big Air Wettbewerb den siebten Platz. Mitte März 2017 gewann sie bei den Freestyle-Skiing-Weltmeisterschaften in Sierra Nevada die Bronzemedaille in der Halfpipe und belegte zufdem den sechsten Rang im Slopestyle. In der Saison 2017/18 erreichte sie mit fünf Top-Zehn-Platzierungen, darunter Platz drei in Mammoth und Rang zwei in Copper Mountain den 38. Platz im Gesamtweltcup und den siebten Rang im Halfpipe-Weltcup. Im Januar 2018 wurde sie bei den Winter-X-Games in Aspen Sechste im Slopestyle und Fünfte in der Halfpipe. Bei den Olympischen Winterspielen 2018 in Pyeongchang kam sie auf den 15. Platz in der Halfpipe und auf den zehnten Rang im Slopestyle.
2019 wurde Logan wegen eines Dopingvergehens für drei Monate gesperrt.